# Calamoncosis orientalis
Calamoncosis orientalis är en tvåvingeart som först beskrevs av Nartshuk 1977.  Calamoncosis orientalis ingår i släktet Calamoncosis och familjen fritflugor.
Artens utbredningsområde är Mongoliet. Inga underarter finns listade i Catalogue of Life.